# پیملیکو
longitudeپیملیکوlatitudeپیملیکو
پیملیکو (به انگلیسی: Pimlico) یک ناحیه در لندن بزرگ و در بریتانیا است که در شهر وست‌مینستر واقع شده‌است.